# Беликуль (озеро)
Бели́куль — озеро в бассейне Течи, располагается северо-восточнее Бродокалмака в Красноармейском районе Челябинской области.

## География
Расположено в северной части района на границе с Курганской областью, рядом с рекой Басказык. На северо-восточном берегу озера расположено одноимённое село. Рядом находятся более мелкие озёра: Боровое, Камышное, Ванькино и Огарыш.